# موتور ملنغ نارويي
موتور ملنغ نارويي (بالإنجليزية: Mowtowr-e Malang Naruyi)‏ هي منطقة سكنية تقع في سيستان وبلوتشستان في إيران.